# ヴァディム・レーピン
ヴァディム・ヴィクトロヴィチ・レーピン（英語: Vadim Viktorovitch Repin；ロシア語: Вадим Викторович Репин、1971年8月31日 - ）はロシアのヴァイオリニスト。妻はバレエダンサーのスヴェトラーナ・ザハーロワ。

## 経歴
1971年、シベリアのノヴォシビルスクで生まれた。物心付いた時には楽器をおもちゃにして過ごしており、母親は彼を音楽学校に入れたが、彼が独学で演奏していた木琴やハーモニカやアコーディオンなどのクラスに空きが無かったため、「1年待つよりは」と空きがあったヴァイオリンのクラスに入学した。少年時代にザハール・ブロンに師事。
17歳でブリュッセル・エリザベート王妃国際音楽コンクールに優勝し、職業音楽家として活動に着手する。その後、ブロンのもとを離れ、ピエール・ブーレーズ、リッカルド・シャイー、シャルル・デュトワ、ヴァレリー・ゲルギエフ、ジェームズ・レヴァイン、クルト・マズア、サイモン・ラトル、エサ＝ペッカ・サロネン、ムスティスラフ・ロストロポーヴィチといった名指揮者と共演を重ねる。
これまでに、ヴォルフガング・アマデウス・モーツァルト、ピョートル・チャイコフスキー、ジャン・シベリウス、セルゲイ・プロコフィエフ、ニコライ・ミャスコフスキー、ドミートリイ・ショスタコーヴィチ、ルートヴィヒ・ヴァン・ベートーヴェンの協奏曲を録音。室内楽の演奏では、ボリス・ベレゾフスキーやマルタ・アルゲリッチ、ミハイル・プレトニョフ、ユーリ・バシュメット、ミッシャ・マイスキーらと共演してきた。
2014年より芸術監督として故郷ノヴォシビルスクにてトランス・シベリア芸術祭を開催している。

## 使用楽器
以前は1743年製のグァルネリ・デル・ジェス"Bonjour"を使用していたが、現在は1733年作のストラディヴァリウス ‟ロード”を使用している。

## 録音
ロシア音楽とフランス音楽を得意としているが、ジョン・アダムズやソフィヤ・グバイドゥーリナらの作品のような現代音楽も演奏・録音している。
- Vadim Repin Discography 非公式ファンサイトよりディスコグラフィー

## 著書・ディスコグラフィー
- "Violin Virtuosos (Strings Backstage)", Joshua Bell, Vadim Repin, Hilary Hahn, String Letter Publishing, 2000.

## 家族・親族
- 夫人：スヴェトラーナ・ザハーロワはボリショイ・バレエのプリンシパルで、バレリーナ。2010年に妊娠とレーピンとの結婚を公表し、2011年に女児が生まれている[3][4]。
- 2001年に一度結婚し、2006年に長男が生まれている[5]。